# Lodovico Graziani
Lodovico Graziani (14 de noviembre de 1820-15 de mayo de 1885) fue un tenor operístico italiano.  Según exponen John Warrack y Ewan West, en The Oxford Dictionary of Opera: «Su voz era clara y vibrante, pero le faltaba talento dramático». Actualmente se le recuerda principalmente por haber sido el primero, en 1853, que interpretó el papel de Alfredo Germont en La traviata de Verdi.

## Carrera
Graziani nació en Fermo, Italia, en una familia de raigambre musical. Tres de sus hermanos también fueron cantantes profesionales, en particular su hermano menor Francesco Graziani era un barítono muy conocido que pasó gran parte de su carrera cantando en la Real Ópera Italiana (Covent Garden) en Londres. Lodovico estudió con Cellini y debutó en 1845 en Bolonia en Don Procopio de Carlo Cambiaggio. En 1846 se le oyó en el Regio Teatro degli Avvalorati en Livorno como Elvino en La sonnambula de Vincenzo Bellini. Debutó en La Scala el 14 de agosto de 1847 en el rol titular de Dom Sébastien de Gaetano Donizetti.
En 1851, en la Salle Ventadour de Théâtre-Italien en París, Graziani cantó Gennaro en Lucrezia Borgia de Donizetti con Marianna Barbieri-Nini en el rol titular y Fortini como el duque de Ferrara. La siguiente temporada estuvo en La Fenice de Venecia, donde se le oyó como Idreno en Semiramide de Rossini, el duque de Mantua en Rigoletto, el rol titular de Stiffelio en Verdi, y en los estrenos de varias óperas de compositores italianos menores. En su segunda temporada allí, el 6 de marzo de 1853, estrenó el papel de Alfredo en La traviata de Verdi. La producción fue recibida pobremente, y Verdi, que estaba deprimido y disgustado, describió el canto de Graziani como "marmóreo" y "monótono", aunque la mayor parte de la culpa por la falta de éxito de la ópera se reservó al barítono Felice Varesi, quien cantó Giorgio Germont.  Graziani no estuvo bien — una representación se canceló por su indisposición. Más tarde en su carrera, en otros papeles verdianos, Graziani tuvo más éxito.
Graziani regresó al Théâtre-Italien para la temporada 1854–1855 para cantar Manrico en Il trovatore de Verdi, con la contralto Adelaide Borghi-Mamo como Azucena. Verdi, quien estaba en aquella época en París trabajando en la producción de la Ópera de Les vêpres siciliennes, fue de algún modo convencido por Calzado, el director del Italien, de no solo aprobar la producción, sino también ayudar a supervisarla, sin cargo adicional. Las representaciones, que presentaron la ópera en París a partir del 23 de diciembre de 23 de diciembre de 1854, fueron exitosas. (Al año siguiente Verdi demandó a la compañía por montar producciones de La traviata y Rigoletto con material pirateado, pero perdió el caso.)
Graziani regresó a La Scala en 1855 en L'ebreo de Giuseppe Apolloni, y en 1862 interpretó allí a Riccardo en Un ballo in maschera de Verdi. Otros papeles de Verdi en La Scala incluyeron al duque de Mantua en Rigoletto y Enrico (Henri) en Giovanna de Guzman (el nombre usado para la primera versión italiana de Les vêpres siciliennes).
Cantó el papel titular en Dom Sébastien de Donizetti en el Teatro San Carlos en Nápoles en 1856, y el rol de Vasco da Gama en las primeras representaciones de L'Africaine de Meyerbeer en Bolonia en 1865. También interpretó en Viena (1860).
Graziani murió en Fermo.

## Hermanos
Los tres hermanos de Lodovico Graziani que se convirtieron en cantantes profesionales fueron: Giuseppe (1819–1905), bajo; Francesco (1828–1901), barítono; y Vincenzo (1836–1906), también barítono. (Para más detalles sobre sus hermanos, véase Francesco Graziani.)